# Phoxinus phoxinus
Cá tuế Á Âu hay còn gọi là cá tuế thông thường hay đơn giản là cá tuế (Danh pháp khoa học: Phoxinus phoxinus) là một loài cá tuế trong chi Phoxinus trong họ Cá chép (Cyprinidae) của bộ Cypriniformes. Nó là loài điển hình của Chi này. 

## Đặc điểm
Chúng phân bố khắp miền Á Âu từ Anh cho tới Tây Ban Nha cho đến tận Viễn Đông của Nga. Chúng là loài cá có kích cỡ nhỏ chỉ từ 8 đến 10 cm và có khả năng sống được ở nhiệt độ 12–20 °C. Đây là một loài cá thích nghi khá tốt và được tìm thấy nhiều ở trong các ao, hồ, chúng hay quần tụ (shoaling) thành những đàn lớn để bơi cùng nhau, chúng bơi rất nhanh. Cá tuế thông thường được bắt để làm cá mồi để nuôi sống các loài cá lớn hơn hoặc làm thức ăn cho những động vật lớn hơn.